# José Miguel da Costa
José Miguel da Costa (Sines, 26 de Novembro de 1922 - Sines, 21 de Junho de 2005) foi um arqueólogo e museólogo português. Teve um importante papel no desenvolvimento cultural e na investigação histórica de Sines, tendo sido responsável pela fundação da primeira biblioteca pública e pelo Museu Municipal.

## Biografia
Nasceu em Sines, no dia 26 de Novembro de 2022. Tornou-se órfão muito cedo, tendo o seu tutor sido o seu tio José da Costa. Estudou medicina entre 1943 e 1946, tendo regressado aos estudos em 1952, após o serviço militar.
No entanto, não chegou a seguir uma carreira como médico, tendo-se em vez disso dedicado à história e arqueologia. Em 1945 organizou a Biblioteca Municipal de Sines, a pedido da autarquia, tendo sido a primeira biblioteca pública no concelho. Durante a década de 1950 fez uma série de viagens a vários museus da Europa, no sentido de enriquecer os seus conhecimentos sobre esta área. Entre 1955 e 1957 fez acompanhamento arqueológico em obras de saneamento da Câmara Municipal, durante as quais foram encontradas dezenas de peças, que foram depois a base do futuro museu arqueológico. Este foi criado em 30 de Dezembro de 1962, inicialmente ocupando três salas do edifício dos Paços do Concelho, tendo José Miguel da Costa sido responsável pela sua organização e financiamento. Organizou várias exposições e conferências no museu, além de visitas guiadas por parte de estudantes, tanto do concelho como do resto do país, tendo igualmente apoiado as visitas de investigadores que pretendiam estudar o espólio, principalmente os materiais visigóticos e o Tesouro do Gaio.
Investigou igualmente os antigos complexos de preparação de peixe no Largo João de Deus e na Rua Ramos da Costa, em Sines, descobertos na década de 1950, e por volta de 1960 estudou outro conjunto de vestígios arqueológicos no Largo João de Deus, compostos por uma oficina, um forno de fundição e um poço. Em 1966 foi encontrado o Tesouro do Gaio, tendo José Miguel da Costa e o historiador Arnaldo Soledade sido responsáveis pelo estudo e divulgação daquele conjunto de materiais arqueológicos, tanto em território nacional como na Europa. Também na década de 1960 fez trabalhos arqueológicos no castelo, tendo descoberto os vestígios de um templo cristão entre a estrutura das muralhas.
Em 1969, um sismo danificou o edifício dos Paços do Concelho, pelo que o museu foi transferido para a casa de José Miguel da Costa. Em 1972 participou em escavações arqueológicas em vários pontos do concelho de Sines, em conjunto com Carlos Tavares da Silva, Joaquina Soares e Farinha dos Santos, tendo igualmente investigado a Necrópole da Provença. Na década de 1980 e 1990 o museu foi expandido, com a criação das exposições de história natural e numismática e notafilia, e em 1982 foi instituída a divisão de etnografia. Em 1996 foi o co-autor de um artigo sobre as antigas fábricas de preparados de peixe em Sines.
Em 2002 adoeceu gravemente, tendo falecido em 21 de Junho de 2005. Legou à Câmara Municipal a sua biblioteca e o seu conjunto de obras de arte e numismática, sendo este último considerado como um dos mais ricos em território nacional.
Em 2008 recebeu, a título póstumo, a Medalha de Mérito Municipal de Sines, pelo seu importante contributo para a investigação do património histórico do concelho, e pela organização do Museu Municipal.

## Obras publicadas
- COSTA, José Miguel (1966). O Tesouro Fenício ou cartaginês do Gaio (Sines), séc. VI‑IV. Lisboa: Instituto Português de Arquelogia
- COSTA, José Miguel (1974). O Tesouro Púnico-Tartéssico do Gaio (Sines) séc. VII a.C): novos achados: Separata de Actas das II Jornadas Arqueológicas. Lisboa: Associação dos Arqueólogos Portugueses
- COSTA, José Miguel; DIOGO, A. M. D. (1996). Elementos sobre a produção de ânforas e transformação piscícola em Sines: Ocupação romana dos estuários de Tejo e do Sado. Lisboa e Seixal: Publicações Dom Quixote e Câmara Municipal do Seixal